# チャールズ・エリス (第6代ハワード・ド・ウォルデン男爵)
第6代ハワード・ド・ウォルデン男爵および第2代シーフォード男爵チャールズ・オーガスタス・エリス（英: Charles Augustus Ellis, 6th Baron Howard de Walden, 2nd Baron Seaford GCB、1799年6月5日 – 1868年8月29日）は、イギリスの貴族、外交官、政治家。

## 生涯
初代シーフォード男爵チャールズ・エリスと妻エリザベス・キャサリン・キャロライン（1803年1月21日没、ハーヴィー卿ジョン・オーガスタス・ハーヴィーの娘）の息子として、1799年6月5日にロンドンで生まれ、イートン・カレッジで教育を受けた。
1803年7月8日に母の祖父にあたる第4代ブリストル伯爵フレデリック・ハーヴィーが死去すると、法律上ハワード・ド・ウォルデン男爵位を継承した。その後、エリスは1806年2月に請願を出し、1807年2月にハワード・ド・ウォルデン男爵位の継承が正式に承認された。
1817年4月24日、歩兵中尉（Ensign and Lieutenant）としての辞令を購入して、グレナディアガーズに配属された。しかしナポレオン戦争が終わり、フランス占領軍の撤退に伴い軍の規模が削減され、ハワード・ド・ウォルデン男爵は1818年12月25日に半給となった。1820年1月6日に再びグレナディアガーズに入隊した後、1822年10月3日に第8歩兵連隊の大尉に昇進して、再度半給となった。
政界では1820年に貴族院議員に就任した。父がジョージ・カニングの支持者で、祖父の兄の息子にあたるジョージ・ローズ・エリスがカニングの親しい友人という縁があって、1824年7月に外務省政務次官任命され、1828年まで務めた。外務省政務次官として1826年1月に外交官サー・チャールズ・ステュアート付アタッシェとしてブラジル帝国のリオデジャネイロに派遣された。帰国後の1828年に結婚、1832年10月2日に在スウェーデン特命全権公使に任命され、1833年11月12日に在ポルトガル特命全権公使に転じた。以降13年間在ポルトガル公使を務め、外交官としての名声を得た。
在ポルトガル公使に就任した時点のポルトガルはミゲリスタ戦争の最中であり、ポルトガルはエリスの召還を2度要求したものの、外相パーマストン子爵に拒否された。ただし、パーマストン子爵はエリスのイギリス軍派遣の要求も拒否している。エリスの在ポルトガル公使としての功績にはポルトガルにおける奴隷貿易廃止条約の交渉が挙げられる。1838年戴冠式記念叙勲の一環として、1838年7月19日にバス勲章ナイト・グランド・クロスを授与された。1841年にポルトガル王国より塔と剣勲章を授与された。
1845年7月1日に父が死去すると、シーフォード男爵位を継承した。1846年12月10日に在ベルギーイギリス特命全権公使に転じ、1868年に死去するまで務めた。在ベルギー公使としてはベルギー王レオポルド1世、レオポルド2世と友好な関係を保った。
1868年8月29日にナミュール近くの城で死去、長男フレデリック・ジョージが爵位を継承した。

## 家族
1828年11月8日、ルーシー・キャヴェンディッシュ＝スコット＝ベンティンク（Lucy Cavendish-Scott-Bentinck、1808年8月 – 1899年7月29日、第4代ポートランド公爵ウィリアム・キャヴェンディッシュ＝スコット＝ベンティンクの娘）と結婚、6男4女をもうけた。
- イライザ・ハリエット（1829年8月19日 – 1830年10月2日[8]）
- フレデリック・ジョージ（英語版）（1830年8月9日 – 1899年11月3日） - 第7代ハワード・ド・ウォルデン男爵、第3代シーフォード男爵[1]
- ハリエット・ジョージアナ（1831年9月3日[8] – 1906年4月16日） - 1875年5月27日、イタリア王国の貴族セルモネタ公ミケル・アンジェロ・カエタニ（Michael Angelo Caetani, Duke de Sermoneta、1881年没）と結婚[9]
- シャーロット・イザベラ（1834年2月22日 – 1891年3月31日[8]）
- ウィリアム・チャールズ（1835年7月22日 – 1923年6月20日）  - 1873年12月16日、ヘンリエッタ・エリザベス・アムズ（Henrietta Elizabeth Ames、1915年2月10日没、ヘンリー・メトカルフ・アムズの娘）と結婚、子供あり[9]
- ルーシー（1837年6月30日 – 1837年7月4日[8]）
- チャールズ・アーサー（1839年12月 – 1906年3月30日） - 法廷弁護士、生涯未婚[9]
- ジョン・チャールズ（1841年9月29日 – 1886年11月） - 海軍軍人[8]
- エヴリン・ヘンリー（1843年8月9日 – 1913年9月5日） - 1882年3月9日、アルバータ・メアリー・ハーディング（Alberta Mary Hardinge、サー・アーサー・エドワード・ハーディング（英語版）の娘）と結婚、子供あり[9]
- オーガスタス・ウィリアム・チャールズ（1846年2月5日 – 1882年4月22日[8]）

第6代ハワード・ド・ウォルデン男爵の死後、ルーシーは1889年11月26日に認可状を得て姓をエリスから「スコット＝エリス」に改めた。